# Rıza Kayaalp
Rıza Kayaalp (ur. 10 października 1989 w Yozgat) – turecki zapaśnik startujący w kategorii do 120 kg w stylu klasycznym, srebrny i brązowy medalista olimpijski, mistrz świata, mistrz Europy.
Największym jego sukcesem jest srebrny medal w Rio de Janeiro 2016 (kategoria 130 kg) i brązowy w Londynie 2012 (kategoria 120 kg), a także w Tokio 2020 w kategorii 130 kg. Walczył w kategorii do 120–130 kg.
Zdobył również złoty medal mistrzostw świata w 2011, 2015, 2017, 2019 i 2022 roku oraz złoty medal mistrzostw Europy w 2010, 2012, 2013, 2014, 2016, 2017, 2018, 2019, 2021, 2022 i 2023 roku. Oprócz tego, zdobył rok wcześniej mistrzostwo Europy juniorów, a w 2008 i 2009 roku mistrzostwo świata juniorów.
Dwa złote medale na igrzyskach śródziemnomorskich w 2009 i 2013. Akademicki mistrz świata w 2010 i złoto na uniwersjadzie w 2013. Pierwszy w Pucharze Świata w 2012 i 2011; drugi w 2010; czwarty w 2015. Triumfator igrzysk europejskich w 2015. Triumfator igrzysk wojskowych w 2019 roku.
Występował na igrzyskach olimpijskich w 2008 roku, w Pekinie, zajmując 20. miejsce w kategorii do 120 kg.